# 숀 브로스넌
숀 브로스넌(Sean Brosnan, 1983년 9월 13일 ~ )은 미국의 배우, 거리 예술가, 텔레비전 배우이다.
로스앤젤레스에서 태어났다.

## 영화
- 액츠 오브 바이올런스 (2018년)
- 마이 파더, 다이 (2016년)
- 돈 페요테 (2014년)
- 더 키드 (2013년)
- 스네이크 앤 몽구스 (2013년)
- 유.에프.오 (2012년) - 마이클 역
- 스윗 베이비 지저스 (2011년)
- 제너레이션 킬 (2008년)
- 악마가 전화할 때 (2006년)
- 로빈슨 크루소 (1997년)